# سده ۲۷ (پیش از میلاد)
(سده بیست‌وهشتم پ.م. - سده بیست‌وهفتم پیش از میلاد مسیح - سده بیست‌وششم پ.م. - سده‌های دیگر)

## رخدادها
- ۲۹۰۰-۲۳۳۴ (پیش از میلاد)؛ جنگ در میانرودان در دوره نخستین دودمان
- ۲۷۷۵ (پیش از میلاد)-۲۶۵۰ (پیش از میلاد)؛ جنگ‌های دومین دودمان در مصر باستان
- حدود ۲۷۵۰–۲۶۰۰ پیش از میلاد: اوایل دوره دوم سلسله‌ای در بین‌النهرین.[۱]
- حدود ۲۷۰۰ پیش از میلاد: آغاز مجسمه‌سازی در مصر، با مجسمه‌های شیل و سنگ آهک خسه‌خموی که در نخن ساخته شده‌اند.[۲]
- ۲۷۰۰ (پیش از میلاد)؛ رویش کاج بریستلکون متوشالح کهنترین درختی که هنوز می‌زید.
- ۲۷۰۰ (پیش از میلاد)؛ دوره آغازین دودمانی در مصر باستان به پایان رسید. این دوره دربرگیرنده دو دودمان یکم و دوم بود.
- ۲۷۰۰ (پیش از میلاد)؛ پادشاهی کهن در مصر باستان آغاز گشت. این دوره در برگیرنده دودمانهای سوم تا ششم بود.
- ۲۶۹۷ (پیش از میلاد)؛ برپایه باورهای چینی در این زمان امپراتور زرد قبیله‌های مرکزی چین را با هم همپیمان نمود. این زمان را آغاز تمدن چینی می‌دانند.
- ۲۶۸۶ (پیش از میلاد)؛ پایان دودمان دوم و آغاز دودمان سوم در مصر باستان
- ۲۶۸۱ (پیش از میلاد)-۲۶۶۲ (پیش از میلاد)؛ فرمانروایی فرعون جوزر از دودمان سوم در مصر باستان
- ۲۶۶۸ (پیش از میلاد)؛ فرعون ساناخت درگذشت.
- حدود ۲۶۵۰ پیش از میلاد: متروکه شدن سکونتگاه باستانی هاراپان در کالیبانگان در هند به دلیل خشک شدن رود گهگر هکره.
- حدود ۲۶۵۰ پیش از میلاد: سلطنت فرضی پادشاه نیمه افسانه‌ای سومری، گیلگمش.[۳]
- حدود ۲۶۵۰ پیش از میلاد: یک میله برنزی[۴] که در نیپور (سومر) تولید می‌شد، واحد ذراع را تعریف می‌کرد.[۵]
- حدود ۲۶۵۰ پیش از میلاد: قدیمی‌ترین سوابق کشتی روغنی از بابل و مصر.[۶]
- ۲۶۳۰-۲۶۱۱ (پیش از میلاد)؛ ایمهوتپ وزیر مصر باستان هرم جوزر را ساخت.
- ۲۶۲۷-۲۰۰۰ (پیش از میلاد)؛ ساخت کلانشهر کارال در پرو
- ۲۶۱۳ (پیش از میلاد)؛ پایان دودمان سوم و آغاز دودمان چهارم در مصر باستان
- ۲۶۰۱ (پیش از میلاد)-۲۵۱۵ (پیش از میلاد)؛ ساخت هرم بزرگ در جیزه
- ۲۶۰۱ (پیش از میلاد)؛ آغاز فرمانروایی خوفو بر مصر باستان
- ۲۶۰۰ (پیش از میلاد)؛ پایان دور دوم روزگار دودمانی در میانرودان
- ۲۷۰۰ (پیش از میلاد)؛ کاشت و پرورش ذرت در آمریکای مرکزی
- حدود ۲۶۷۰–۲۶۲۰ پیش از میلاد: سلطنت فرعون سنفرو و وزیرش نفرمات. سنفرو لشکرکشی‌ای را در نوبیا رهبری می‌کند و با حدود ۷۰۰۰ زندانی بازمی‌گردد که به عنوان خدمتکار در املاک سلطنتی به کار گرفته می‌شدند. سپس سنفرو هیئتی را به لیبی می‌فرستد که ۱۱۰۰۰ زندانی و ۱۳۱۰۰ راس گاو را با خود می‌آورد.[۲]سنفرو چهل کشتی به بیبلوس فرستاد تا چوب سرو مورد نیاز برای ساخت کشتی‌ها را جمع‌آوری کنند.[۷]در زمان سلطنت سنفرو و پسرش خوفو، معادن مس و فیروزه در سینا توسعه یافتند. مقبره حتپ‌حرس یکم، همسر سنفرو و مادر خوفو، نشان می‌دهد که کابینت‌سازی و جواهرات به خوبی توسعه یافته بودند.[۸]تصویری از شخم زدن که در مقبره ایتت و نفرمات در میدوم نقاشی شده است، قدیمی‌ترین گواه این تکنیک در آفریقا است.[۹]

## چهره‌های برجسته
- گیلگمش چهارمین پادشاه اوروک در سومر
- جوزر نخستین فرعون دودمان سوم در مصر باستان
- ایمهوتپ وزیر و مهراز مصر باستان

## مرگ‌ها
- شیث فرزند آدم و حوا(۳۶۳۰-۲۶۱۳ (پیش از میلاد)، برپایه گاهشمار یهودی)